# Sistema de Artilharia Móvel Costeira A-222 Bereg-E
O Sistema de Artilharia Móvel Costeira A-222 Bereg-E (Russo: Берег; "Costa"), é um sistema autopropulsado baseado em um chassi de caminhão 8x8, as divisões são distribuídas em sete unidades sendo um como unidade de comando para os outros seis veículos, esta unidade é a responsável por rastrear os alvos por meio de um radar laser eletro-óptico, quando esta unidade captura um alvo determina o alcance e a velocidade e transmite o comando de disparo para os seis canhões da divisão. O sistema pode travar em quatro alvos simultâneos.

## Desenvolvimento
O sistema foi desenvolvido durante a década de 1980 e apresentada pela primeira vez em 1993 em uma feira de armamentos em Abu Dhabi. O canhão utilizado no sistema é o AK-130 canhão naval de calibre 130 milímetros (5,12 polegadas) estes foram montados em um chassi de caminhão modelo MAZ-543 8x8. Os principais alvos do sistema são barcos de ataque rápidos e navios de superfície bem como alvos terrestres. Capaz de resposta de ataque entre 1 e 2 minutos e disparar um máximo de 12 tiros por minuto.
Em 2003 o único batalhão a operar o sistema era o 40º BRAP da Marinha Russa baseada em Novorossiysk, fazendo parte da Frota do Mar Negro.

## Especificações do sistema de arma
| As principais características do sistema A-222 "Bereg"                                                                              | As principais características do sistema A-222 "Bereg"                                                                              | As principais características do sistema A-222 "Bereg"                                                                              | As principais características do sistema A-222 "Bereg"                             |
| --- | --- | --- | ---------------------------------------------------------------------------------- |
| Alcance de detecção de alvo | Alcance de detecção de alvo | Alcance de detecção de alvo | Até 35 quilômetros (21,7 milhas)                                                   |
| Alcance de fogo efetivo | Alcance de fogo efetivo | Alcance de fogo efetivo | 22 quilômetros (13,7 milhas)                                                       |
| Performance de tiro | Performance de tiro | Performance de tiro | 72 disparos/minuto (seis canhões)                                                  |
| Tempo para destruir um alvo marítimo (tipo-Couraçado) 80% de probabilidade                                                          | Tempo para destruir um alvo marítimo (tipo-Couraçado) 80% de probabilidade                                                          | Tempo para destruir um alvo marítimo (tipo-Couraçado) 80% de probabilidade                                                          | 1 – 2 minutos                                                                      |
| Velocidade do alvo (máx.) | Velocidade do alvo (máx.) | Velocidade do alvo (máx.) | 100 nós (185 quilômetros por hora) (185 quilômetros por hora (115 milhas por hora) |
| Tempo de mudança para posição de tiro                                                                                               | Tempo de mudança para posição de tiro                                                                                               | Tempo de mudança para posição de tiro                                                                                               | 5 – 20 minutos                                                                     |
| Velocidade em estrada | Velocidade em estrada | Velocidade em estrada | 60 quilômetros por hora (37,3 milhas por hora)                                     |
| Alcance (máx. veículos) | Alcance (máx. veículos) | Alcance (máx. veículos) | 850 quilômetros (528 milhas)                                                       |
| Máxima distância entre o veículo de comando e controle de tiro e as unidades de disparo – Distância horizontal – Distância vertical | Máxima distância entre o veículo de comando e controle de tiro e as unidades de disparo – Distância horizontal – Distância vertical | Máxima distância entre o veículo de comando e controle de tiro e as unidades de disparo – Distância horizontal – Distância vertical | 1 000 metros (1 090 jardas) 300 metros (984 pés)                                   |
| Características | Unidade de controle e comando | Unidade de tiro | Unidade de suporte de combate                                                      |
| Peso | 43 700 quilogramas (96 300 libras)                                                                                                  | 43 700 quilogramas (96 300 libras)                                                                                                  | 43 500 quilogramas (95 900 libras)                                                 |
| Comprimento | 15,2 metros (49,9 pés) | 13 metros (42,7 pés) | 15,936 metros (52,3 pés)                                                           |
| Largura | 3,24 metros (10,6 pés) | 3,1 metros (10,2 pés) | 3,23 metros (10,6 pés)                                                             |
| Altura | 4,415 metros (14,5 pés) | 3,9 metros (12,8 pés) | 4,415 metros (14,5 pés)                                                            |
| Armamento Calibre Mov. Transversal Elevação                                                                                         | Nenhuma | Canhão naval 130 milímetros (5,12 polegadas) ~120° -5° a +50°                                                                       | Metralhadora PKT 7,62 milímetros (0,300 polegadas) ~130º -8° a +10°                |
| Guarnição | 7 | 8 | 4                                                                                  |